# Municipio de Brookside
El municipio de Brookside (en inglés, Brookside Township) es una subdivisión administrativa del condado de Clinton, Illinois, Estados Unidos. Según el censo de 2020, tiene una población de 4444 habitantes.

## Geografía
Está ubicado en las coordenadas 38°31′54″N 89°13′18″O / 38.53167, -89.22167. Según la Oficina del Censo de los Estados Unidos, tiene una superficie de 62.97 km² de tierra y 0.0005 km² de agua.

## Demografía
Según el censo de 2020, hay 4444 personas residiendo en la zona. La densidad de población es de 70.6 hab./km². El 70.81 % de los habitantes son blancos, el 18.23 % son afroamericanos, el 0.74 % son asiáticos, el 0.14 % son amerindios, el 5.29 % son de otras razas y el 4.79 % son de una mezcla de razas. Del total de la población, el 7.00 % son hispanos o latinos de cualquier raza.